# Justo Quispe Vizcarra
Justo Germán Quispe Vizcarra es un profesor y político peruano. Fue consejero regional de Moquegua entre 2011 y 2014 y alcalde del distrito de San Cristóbal de Calacoa durante dos periodos entre 1993 y 1998.
Nació en la localidad de Calacoa, provincia de Mariscal Nieto, departamento de Moquegua, Perú, el 15 de abril de 1956, hijo de Pablo Quispe y Amelia Vizcarra. Cursó sus estudios primarios en su localidad natal y los secundarios en el Colegio Nacional Simón Bolívar de la ciudad de Moquegua. Entre 1974 y 1982 cursó estudios superiores de ingeniería de minas en la Universidad Nacional Jorge Basadre Grohmann de la ciudad de Tacna sin obtener el título respectivo y entre 1987 y 1991 cursó estudios técnicos de educación en el Instituto Superior Pedagógico Mercedes Cabello de Carbonera de Moquegua.
Su primera participación política se dio en las elecciones municipales de 1993 cuando fue elegido como alcalde del distrito de San Cristóbal de Calacoa siendo reelegido para ese cargo en las elecciones de 1995. Tentó nuevamente su elección en 1998 sin éxito. Participó en las elecciones regionales del 2010 como candidato a consejero regional por la provincia de Mariscal Nieto resultando elegido y en las elecciones municipales del 2014 fue elegido como regidor de la esa provincia.